# Quinton Coples
Quinton Coples (Kinston, 22 giugno 1990) è un giocatore di football americano statunitense che gioca nel ruolo di defensive end per i Los Angeles Rams della National Football League (NFL). Fu scelto dai New York Jets come sedicesimo assoluto del Draft NFL 2012. Al college ha giocato a football a North Carolina.

## Carriera professionistica

### New York Jets
Considerato uno dei migliori prospetti tra i defensive end del draft 2012, Coples fu scelto dai Jets come 16º assoluto nel draft. Il 17 maggio firmò il suo contratto quadriennale per un totale di 8,8 milioni di dollari.
Il 9 settembre, Coples debuttò come professionista mettendo a segno un tackle nella vittoria dei Jets per 48-28 sui Buffalo Bills. Nella settimana 6, i Jets vinsero nettamente contro gli Indianapolis Colts con Coples che mise a segno i suoi primi 1,5 sack su Andrew Luck. La sua stagione da rookie si concluse giocando tutte le 16 gare stagionali, due delle quali come titolare, con 30 tackle, 5,5 sack e 2 passaggi deviati. Nella successiva divenne stabilmente titolare terminando con 38 tackle, 4,5 sack e un fumble forzato.
Il 23 novembre 2015, Coples fu svincolato dai Jets.

### Miami Dolphins
Il giorno successivo, Coples firmò coi Miami Dolphins.

### Los Angeles Rams
Il 16 marzo 2016, Coples firmò un contratto biennale con i Los Angeles Rams.

## Statistiche
| Partite totali             | 30   |
| Partite totali da titolare | 15   |
| Tackle totali              | 68   |
| Sack                       | 10,0 |
| Intercetti                 | 0    |
| Fumble forzati             | 1    |

Statistiche aggiornate alla stagione 2013